# Qawra
Qawra és una població de Malta que depèn de San Pawl il-Baħar. Es tracta d'un centre turístic molt important, ja que hi ha molts hotels i restaurants. És coneguda per la seva costa, rocosa però que permet el bany i també s'hi pot trobar la Torre Qawra, una de les Torres Lascaris. L'església parroquial està dedicada a Sant Francesc d'Assís.